# John Grieb
John Grieb (Filadelfia, 13 de noviembre de 1879 - 10 de diciembre de 1939) fue un atleta que compitió en las pruebas de gimnasia y atletismo para el equipo de EE. UU.
En 1904, en los Juegos Olímpicos de San Luis, fue parte del equipo de los EE. UU. Turngemeinde Philadelfia. Junto con sus compatriotas Julius Lenhart, Anton Heida, Philip Kassel, Max Hess y Ernst Reckeweg; ganó la medalla de oro en equipos de gimnasia, después de la superación de los otros dos equipos de Estados Unidos. Individualmente, compitió en eventos de campo de atletismo, de los cuales la suma final, llegó en segundo lugar.